# Ferdinand Beer
Pour les articles homonymes, voir Beer.
Ferdinand Beer (ou Ferdinand P. Beer) est un universitaire français, naturalisé américain, spécialiste du génie mécanique, né le 8 août 1915 à Binic (Côtes-d'Armor) et mort le 30 avril 2003 à Bethlehem.

## Biographie
Né à Binic en 1915, il fit une maîtrise à l'université de Paris et fit ensuite un travail post-maîtrise à l'Université Brown. Il obtint une licence de mathématiques à l'Université de Genève en 1935 et devint docteur en 1937.
Il fit la drôle de guerre puis gagna les États-Unis grâce à la « liste,Rapkine » et la Fondation Rockefeller
Le Williams College l'accueillit, et il y donna des cours pendant quatre ans et y travailla aussi sur un programme qui se fit avec le Massachusetts Institute of Technology.
Il rejoignit ensuite l'université Lehigh qu'il ne quitta plus pendant 37 ans.
Il fut membre de l'American Society of Mechanical Engineers.

## Publications
- Avec E.R. Johnston Jr. et J.T. DeWolf, Mechanics of Materials, New York: McGraw-Hill, 1981,  (ISBN 0-07-121060-1).
- Avec E.R. Johnston Jr., Vector Mechanics for Engineers, New York: McGraw-Hill,  (ISBN 0-07-293110-8).
- Avec E.R. Johnston Jr., Mechanics for Engineers: Statics and Dynamics, New York: McGraw-Hill,  (ISBN 0-07-004584-4).